# Salmiech
Salmiech (okzitanisch: Saumièg) ist eine französische Gemeinde mit 764 Einwohnern (Stand: 1. Januar 2022) im Département Aveyron in der Region Okzitanien. Sie gehört zum Arrondissement Millau und zum Kanton Monts du Réquistanais. Die Einwohner werden Salmiéchois genannt.

## Geographie
Salmiech liegt rund 37 Kilometer nordöstlich von Albi und etwa 19 Kilometer südlich von Rodez am Céor. Nachbargemeinden sind Comps-la-Grand-Ville im Norden, Trémouilles im Nordosten, Arvieu im Osten, Auriac-Lagast im Süden sowie Cassagnes-Bégonhès im Westen.

## Bevölkerungsentwicklung
| Jahr                       | 1962 | 1968 | 1975 | 1982 | 1990 | 1999 | 2006 | 2019 |
| Einwohner                  | 982  | 951  | 864  | 741  | 671  | 728  | 703  | 766  |
| Quellen: Cassini und INSEE |      |      |      |      |      |      |      |      |

## Sehenswürdigkeiten
- Kirche Saint-Amans, Monument historique
- frühere Kirche Saint-Firmin, heutiges Museum Le Charroi Rural
- Kirche Saint-Étienne im Ortsteil Carcenac
- Schloss Salmiech

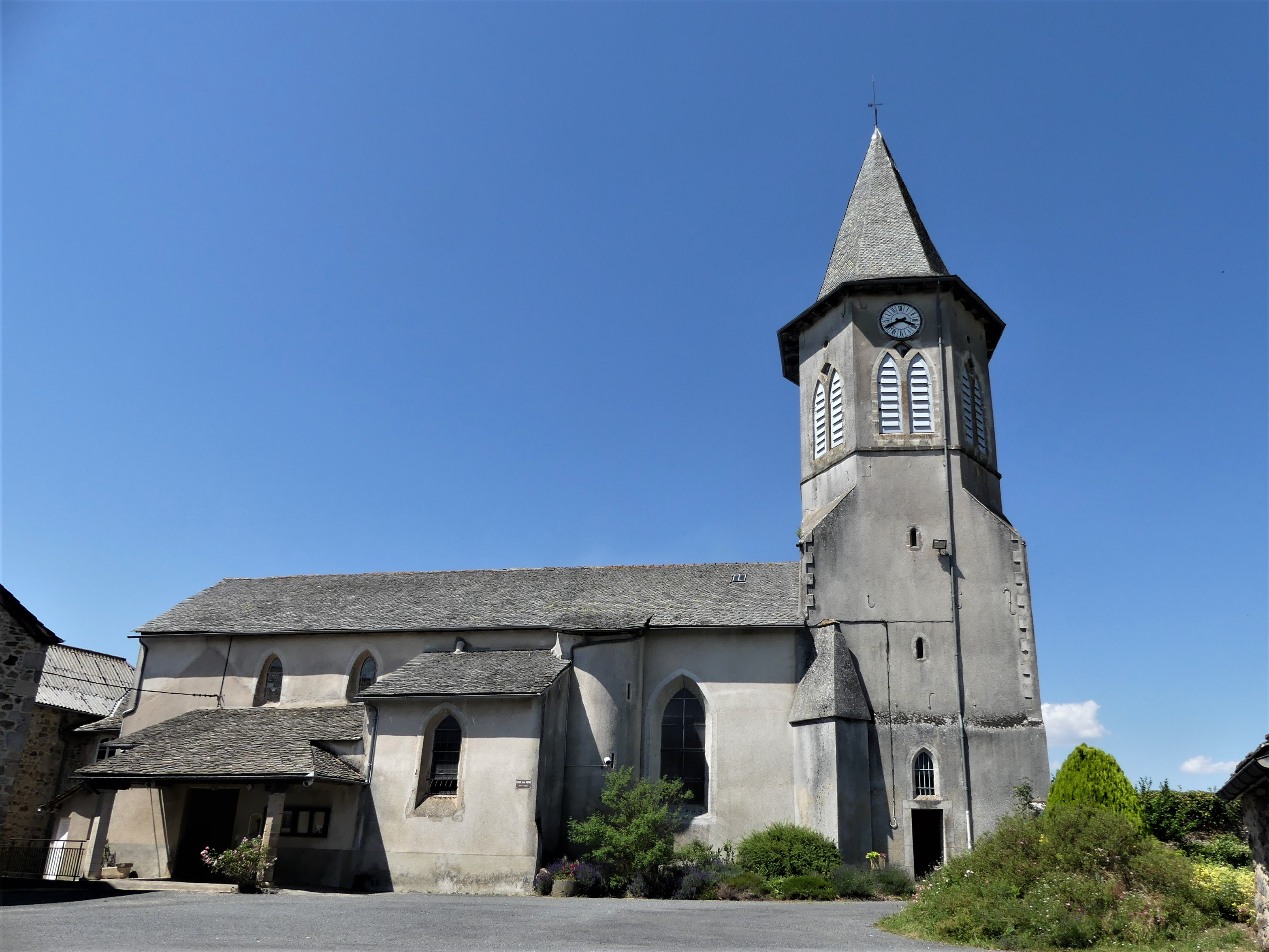
Kirche Saint-Amans
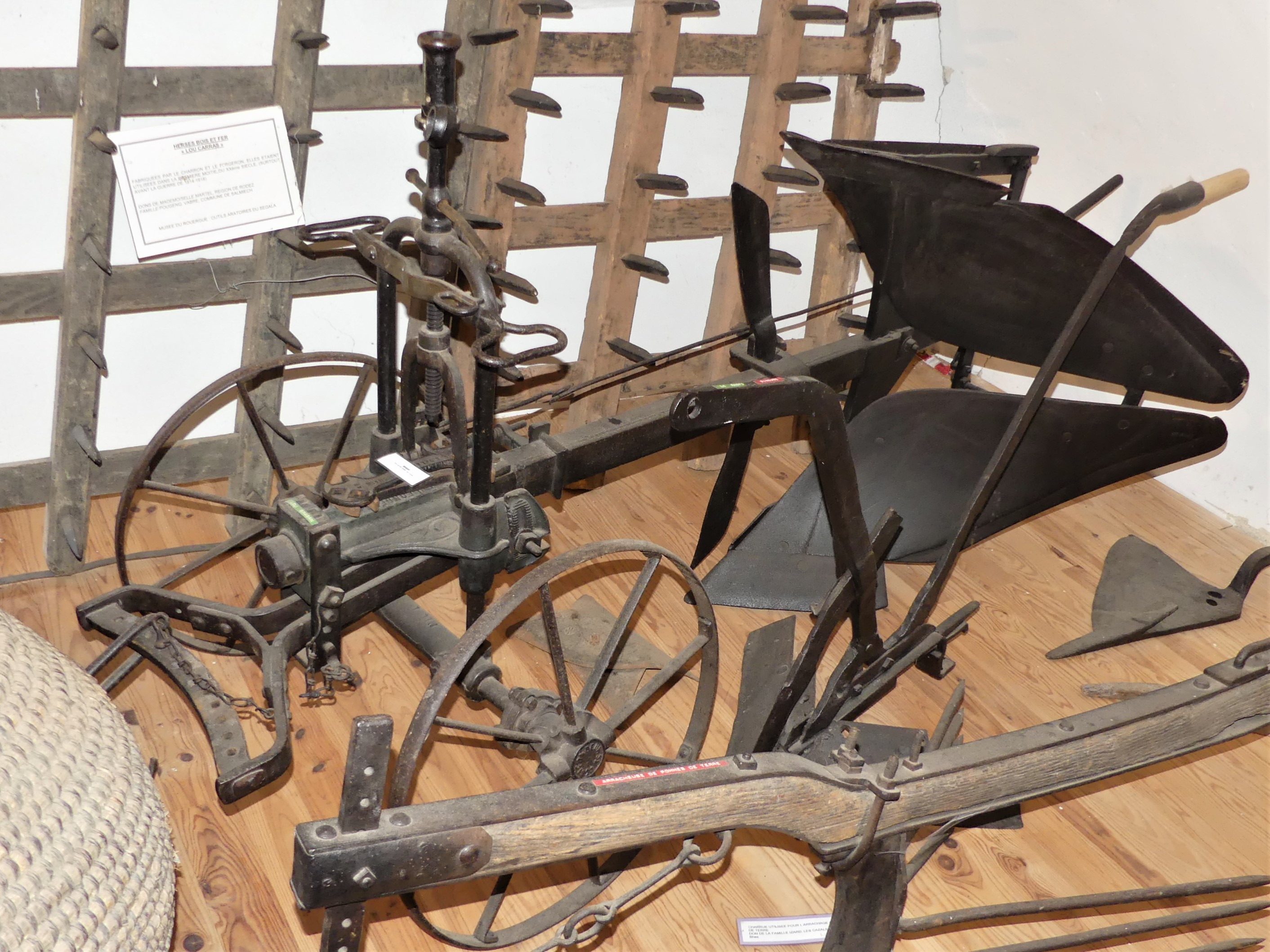
Exponat im Museum Le Charroi Rural
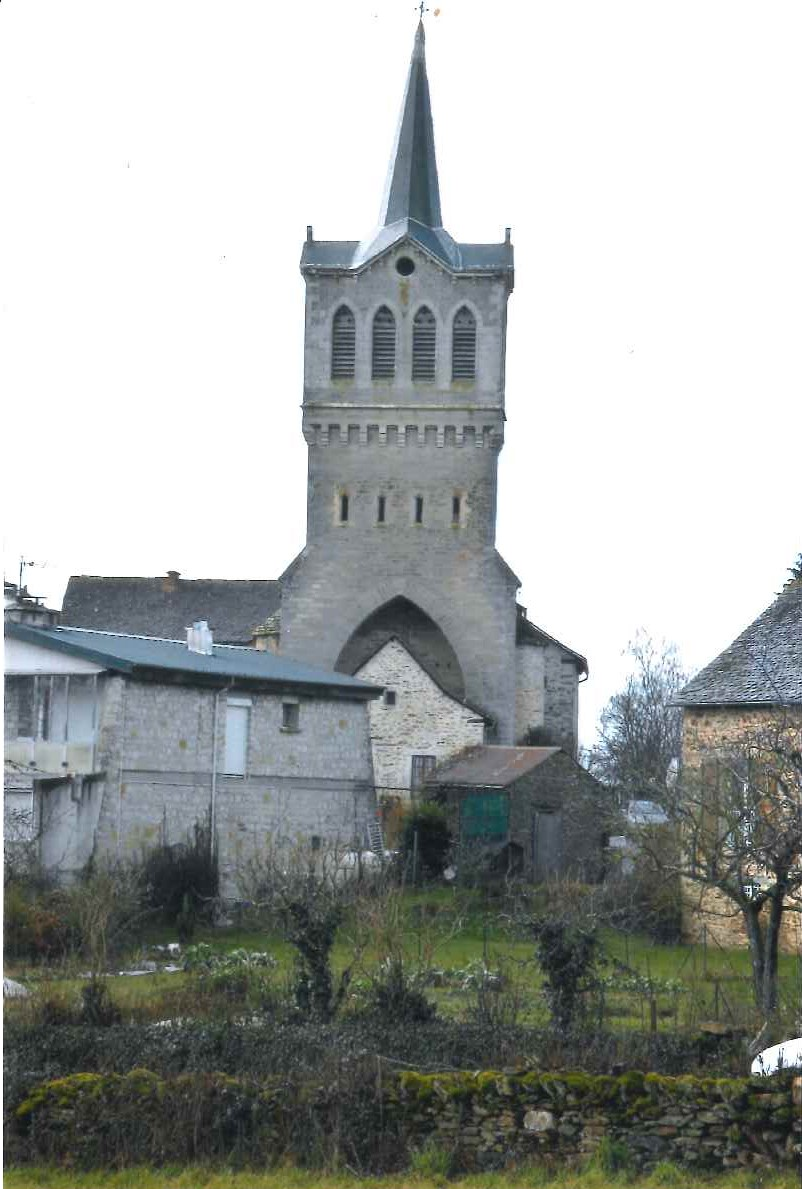
Kirche Saint-Étienne